# Michael Hopkins
Michael Scott Hopkins (ur. 28 grudnia 1968 w Lebanon w stanie Missouri) – amerykański oficer lotnictwa i astronauta.

## Życiorys
Dorastał w Richland, w 1987 ukończył szkołę, a w 1991 inżynierię lotniczą i kosmiczną na University of Illinois at Urbana-Champaign. W 1992 uzyskał magisterium na Uniwersytecie Stanforda, a styczniu 1992 został podporucznikiem United States Air Force. W kwietniu 1993 został skierowany do Albuquerque, gdzie pracował przy zaawansowanych technologiach kosmicznych. W latach 1996–1997 uczył się w szkole pilotów doświadczalnych w Edwards Air Force Base w Kalifornii, następnie pracował jako pilot doświadczalny. W 1999 przeniósł się do Cold Lake, a w 2002 został naukowcem George and Carol Olmsted Foundation, później był na kursie językowym w Defense Language Institute w Monterey. Następnie studiował w Università degli Studi di Parma we Włoszech. 29 czerwca 2009 został wybrany przez NASA kandydatem na astronautę, w listopadzie 2011 ukończył szkolenie i zakwalifikował się jako astronauta. Od 25 września 2013 do 11 marca 2014 jako inżynier pokładowy brał udział w misji Sojuz TMA-10M/Ekspedycja 37/Ekspedycja 38 na Międzynarodową Stację Kosmiczną, trwającej 166 dni, 6 godzin i 25 minut. Wykonał wówczas dwa spacery kosmiczne, trwające łącznie 12 godzin i 58 minut.
Stowarzyszenie Uczestników Lotów Kosmicznych (Association of Space Explorers) przyznało mu Universal Astronaut Insignia za lot orbitalny (nr 533).

## Wykaz lotów
| Loty kosmiczne, w których uczestniczył Michael Hopkins      | Loty kosmiczne, w których uczestniczył Michael Hopkins | Loty kosmiczne, w których uczestniczył Michael Hopkins | Loty kosmiczne, w których uczestniczył Michael Hopkins | Loty kosmiczne, w których uczestniczył Michael Hopkins | Loty kosmiczne, w których uczestniczył Michael Hopkins                          | Loty kosmiczne, w których uczestniczył Michael Hopkins |
| Lp.                                                         | Data startu                                            | Statek kosmiczny                                       | Data lądowania                                         | Statek kosmiczny                                       | Funkcja                                                                         | Czas trwania                                           |
| ----------------------------------------------------------- | ------------------------------------------------------ | ------------------------------------------------------ | ------------------------------------------------------ | ------------------------------------------------------ | ------------------------------------------------------------------------------- | ------------------------------------------------------ |
| 1                                                           | 25 września 2013                                       | Sojuz TMA-10M                                          | 11 marca 2014                                          | Sojuz TMA-10M                                          | inżynier pokładowy Sojuza oraz Międzynarodowej Stacji Kosmicznej                | 166 dni 6 godzin 25 minut                              |
| 2                                                           | 16 listopada 2020                                      | SpaceX Crew-1                                          | przełom kwietnia i maja 2021 planowana                 |                                                        | dowódca statku Dragon oraz inżynier pokładowy Międzynarodowej Stacji Kosmicznej |                                                        |
| Łączny czas spędzony w kosmosie - 166 dni 6 godzin 25 minut |                                                        |                                                        |                                                        |                                                        |                                                                                 |                                                        |